# Robert Polkowski
Robert Polkowski (ur. 22 lipca 1994) – niemiecki lekkoatleta specjalizujący się w biegach sprinterskich.
Srebrny (w sztafecie 4 × 100 metrów) i brązowy (w biegu na 100 metrów) medalista juniorskich mistrzostw Europy w Rieti (2013).

## Osiągnięcia
| Rok  | Impreza                     | Miejsce   | Konkurencja             | Lokata     | Wynik |
| ---- | --------------------------- | --------- | ----------------------- | ---------- | ----- |
| 2012 | Mistrzostwa świata juniorów | Barcelona | bieg na 100 metrów      | eliminacje | 10,68 |
| 2012 | Mistrzostwa świata juniorów | Barcelona | sztafeta 4 × 100 metrów | eliminacje | 40,08 |
| 2013 | Mistrzostwa Europy juniorów | Rieti     | bieg na 100 metrów      | 3. miejsce | 10,53 |
| 2013 | Mistrzostwa Europy juniorów | Rieti     | sztafeta 4 × 100 metrów | 2. miejsce | 39,96 |

## Rekordy życiowe
- Bieg na 60 metrów (hala) – 6,69 (2016)
- Bieg na 100 metrów – 10,33 (2015)
- Bieg na 200 metrów – 21,68 (2014)